# Domingo Bibolini
Domingo Bibolini (Lerici, Italia, 1849 - Villa Formosa, Argentina, 1933) fue uno de los principales fundadores de Formosa, como todos los de la provincia (Génova), hombre ilustrado y de esmerada educación, antes de llegar y establecerse en la Villa Formosa era capitán de buques, veleros, habiendo navegado mucho tiempo por el Atlántico Norte (Estados Unidos) vino al territorio formoseño llamado por su hermano Francisco, que a la razón desempeñaba el cargo de Cónsul de Italia en Asunción. Fue proveedor del ejército brasileño, desempeñando más tarde igual cargo en el ejército argentino de las tropas destacadas en este paraje. En el año 1879 se radicó definitivamente en Formosa, siendo nombrado agente fluvial de la compañía "Mihanovich", representación que desempeñó hasta el año 1916, la que delegó desde esta fecha a su sobrino Señor Duilio Giacopello. Desempenó a la vez, la investidura de cónsul paraguayo en Formosa, previa venia del gobierno de Italia. Patriota y más aún cuando su patria pasaba en duros trances, nunca olvidó sus deberes de buen ciudadano, fue el primer presidente de la Sociedad Italiana de Formosa.

## Biografía
Bibolini nació en Lerici (Italia). Fue marino en Europa y como capitán de buques veleros navegó el Atlántico norte en las costas de Estados Unidos. A pedido de su hermano Francisco, quien se desempeñaba en el cargo de cónsul de Italia en el Paraguay, llegó a estas tierras.
Acompañó a Fontana en marzo de 1879 para realizar el relevamiento de la margen derecha del río Paraguay, para instalar la nueva sede de la gobernación del Chaco. Envió desde la capital guaraní a Villa Formosa una goleta con víveres y una tropa de ganado, para hacer frente a las primeras necesidades de la incipiente población.
Se radicó aquí y continuó sus tareas de comerciante y agente fluvial de la compañía “Mihanovich”, hasta el año 1916. Fue el mayor propietario de lotes urbanos de la villa. Fue socio fundador y presidente de la Sociedad italiana de MS “XX de Septiembre”, instalada el 6 de junio de 1897. Fue vicecónsul del Paraguay, previa autorización del gobierno italiano.
Fue elegido concejal municipal durante los períodos 1887/1888, 1890/1891, 1892, 1894/1895, 1896, 1898/1899, 1900/1901, ocupando varias veces la presidencia del mismo.
Para el año 1918 contaba con un campo de 7500 ha, estimándose que pastaban allí 6 mil vacunos y 150 caballos, contando con instalaciones que, en general, estaban construidas con materiales de la zona.
Falleció en Villa Formosa, en el año 1933. Actualmente, Bibolini es muy renombrado y considerado uno de los inmigrantes más importantes.